# Lawr
Lawr oder Lavr ist ein männlicher Vorname und eine russische Form von Laurentius bzw. Lorenz. 

## Vorname
- Lawr Georgijewitsch Kornilow (1870–1918), russischer General
- Metropolit Laurus (1928–2008), Laurus Schkurla, Laurus wird auch als Lawr (Лавр) wiedergegeben